# Вила-Нова-да-Барка
Вила-Нова-да-Барка (порт. Vila Nova da Barca)  —  населённый пункт и район в Португалии,  входит в округ Коимбра. Является составной частью муниципалитета  Монтемор-у-Велью. Находится в составе крупной городской агломерации Большая Коимбра. По старому административному делению входил в провинцию Бейра-Литорал. Входит в экономико-статистический  субрегион Байшу-Мондегу, который входит в Центральный регион. Население составляет 365 человек на 2001 год. Занимает площадь 11,65 км².